# Kirsten Gillibrand
Kirsten Elizabeth Rutnik Gillibrand (ur. 9 grudnia 1966) – amerykańska prawniczka i działaczka polityczna, w latach 2007–2009 reprezentantka stanu Nowy Jork w Izbie Reprezentantów Stanów Zjednoczonych, a od stycznia 2009 roku reprezentantka tego stanu w Senacie Stanów Zjednoczonych. Członkini Partii Demokratycznej.
W Senacie zajęła miejsce Hillary Clinton, która zrezygnowała z mandatu po powołaniu i zatwierdzeniu na urząd sekretarza stanu.

## Prawybory w 2020
Kirsten Gillibrand była kandydatką w prawyborach Partii Demokratycznej przed amerykańskimi wyborami prezydenckimi.